# Пергаменщик Олексій Вікторович
Олексій Вікторович Пергаменщик — український скульптор-монументаліст, дійсний член Національної спілки художників України з 1999 року.

## Біографія
Народився у 1978 році на Полтавщині у місті Миргород.
У 1992 році емігрував разом з родиною у Велику Британію, а вже у 1993 році — у Сполучені Штати Америки.
Навчався у Кентському державному університеті (штат Огайо, США) на факультеті скульптури.
У 1996 році повернувся разом з родиною в Україну та вступив у Національну академію образотворчого мистецтва і архітектури на факультет монументальної скульптури. З 2002 року по 2005 рік проходив стажування в асистентурі академії під керівництвом професора Володимира Чепелика, директора НСХУ. Від 2023 року — викладач скульптури та різьблення на камені Київської академії декоративно-прикладного мистецтва і дизайну. Секретар НСХУ з питань скульптури й молодіжної політики з 2023 року.
Брат, Михайло Вікторович Пергаменщик, юрист у сфері IT права, брав участь у роботі «Скульптурної студії Олексія Пергаменщика».

## Роботи
- Пам’ятник українському маляру-мариністу Руфіну Судковському в Очакові (2001 р.)
- Кінний пам’ятник Князю Святославу Ігоревичу на Пейзажній алеї у Києві (2004 р.)[4][5]
- Пам'ятники загиблим українським воїнам АТО у Борисполі та Сумах (2014-2016 рр.)[6][7]
- Пам'ятник Павлу Чубинському на території Книшового меморіально-паркового комплексу у Борисполі (2020 р.)[8][9]
- Пам'ятник Князю Борису на Європейській площі у Борисполі (2020 р.)[10][9]
- Проєкт пам'ятника Княгині Ользі в Ізмаїлі (2021 р.)[11][12]
- Проєкт пам'ятника Симону Петлюрі у Полтаві посів третє місце у конкурсі організованому УІНП (2021 р.)[13][14]
- Пам’ятна дошка українському композитору і диригенту Олександру Кошицю на Андріївському узвозі у Києві (2021 р.)[15][16]
- Тризуб (Герб України) на щиті монументу «Батьківщина-мати» у Києві, у процесі декомунізації в Україні (2023 р.)[17]
- Могильний камінь та меморіальна дошка на Алеї Памяті Героїв Прикордонників у Борисполі (2023)[18][19]